# Desbande de Toledo
El Desbande de Toledo fue una deserción masiva de soldados argentinos reclutados en la provincia de Entre Ríos para luchar en la Guerra de la Triple Alianza contra el Paraguay (que en Entre Ríos era considerado pueblo amigo). Las anteriores guerras de los entrerrianos contra el centralismo de Buenos Aires y la antipatía contra el Imperio del Brasil, exacerbada por lo ocurrido en el sitio de Paysandú, generaron un sentimiento general contrario a la guerra al enterarse de que se los convocaba para luchar contra el Paraguay, eso había producido una primera deserción masiva (Desbande de Basualdo) el 3 de julio de 1865 en el campamento de arroyo Basualdo. Luego de que Justo José de Urquiza (1801-1870) convocara una nueva reunión de reclutas se produjo su deserción masiva el 8 de noviembre de 1865 en el campamento del arroyo Toledo, afluente del río Mocoretá en el actual departamento Federación cerca de la frontera con la provincia de Corrientes.

## Antecedentes
Luego de la Invasión paraguaya de Corrientes, el gobierno y la prensa de Buenos Aires temían que el expresidente y caudillo entrerriano Justo José de Urquiza se aliara con el presidente paraguayo Francisco Solano López (1827-1870) y juntos intentaran invadir Buenos Aires para derrocar a Bartolomé Mitre (1821-1906), antiguo enemigo de Urquiza. Los temores se disiparon cuando Urquiza escribió al presidente argentino el 28 de abril de 1865 ofreciendo su colaboración:

Es de buen soldado saber obedecer, como pretendió saber mandar. Esta ocasión ha llegado y la sabré aprovechar.

Mitre agradeció a Urquiza, lo nombró comandante de la Guardia Nacional en Entre Ríos y jefe de la vanguardia, y le ordenó reunir un ejército de 5000 hombres. Para esto ordenó el 29 de abril de 1865 la convocatoria a la Guardia Nacional en Entre Ríos, quedando solo exceptuados los ancianos, los médicos, los abogados y los jefes de oficinas. Los reclutas debían reunirse en cada departamento y luego trasladarse a Concepción del Uruguay.
Urquiza decidió demostrar su compromiso convocando a 8000 soldados en el campamento del arroyo Calá (en el departamento Uruguay), y respondió el 29 de abril de 1865 al ministro Juan Andrés Gelly y Obes:

Puede V. E. asegurar al Sr. Presidente que el ejército entrerriano se reunirá en breve con todo el ardor que ha puesto siempre al servicio de la patria.

El 11 de mayo de 1865 los reclutas salieron del campamento del Calá, llegando el 21 de mayo al Yuquerí, a 5 leguas (25 km) de la villa de Concordia, desde donde continuaron hasta el arroyo Basualdo. Allí los esperaba la división de la villa de La Paz, compuesta por nueve escuadrones al mando del coronel Antonio Ezequiel Berón.
Los reclutas carecían de todo: armamentos, vestuarios, vituallas y caballos, ya que poco antes Urquiza había vendido 30 000 caballos al Brasil, para esta misma guerra. Urquiza pensaba reunir sus fuerzas con las de Wenceslao Paunero, que operaba sobre el río Paraná en Corrientes, e intrigaba sobre el jefe paraguayo Wenceslao Robles, quien había avanzado hasta Goya, y de quien esperaba que se pronunciara contra Francisco Solano López.
El 11 de junio de 1865 se produjo la batalla del Riachuelo, un combate naval en que la flota brasileña destruyó la escuadra paraguaya cerca de la ciudad de Corrientes.
El 24 de junio de 1865, Mitre ordenó a Urquiza avanzar sobre el río Corrientes.
Cuando Urquiza se dirigió a Concordia para entrevistarse con Mitre, el 3 de julio de 1865 se produjo la deserción de unos 3000 reclutas en el arroyo Basualdo. El 7 de julio Urquiza decidió licenciar a todos los soldados y convocarlos nuevamente a reunirse en el Yuquerí a las órdenes de Miguel Galarza.

## La opinión de los entrerrianos
Los sentimientos antibélicos de los entrerrianos eran expresados a Urquiza por sus oficiales, que en muchos casos los incentivaban. Ricardo López Jordán escribió a Urquiza desde Paraná el 31 de julio:

Usted nos llama para combatir al Paraguay. Nunca general; ese es nuestro amigo. Llámenos para pelear contra porteños y brasileños. Estamos prontos. Esos son nuestros enemigos. Oímos todavía los cañones de Paysandú. Estoy seguro del verdadero sentimiento del pueblo entrerriano.
 [...] que la gente se reunirá donde V. E. ordene, pero no quieren ir para arriba.
Ricardo López Jordán

Otros jefes expresaron lo mismo, como el coronel Juan Luis González, quien escribió a Urquiza el 19 de septiembre de 1865 «que si esta marcha no es contra Mitre, ellos no salen de sus departamentos».
Algunos patriotas se pasaron al bando de los paraguayos, entre ellos, desde el principio, Telmo López, hijo del caudillo santafesino Estanislao López.
López Jordán fue acusado de la deserción y algunos mitristas pidieron a Urquiza su fusilamiento, pero en esa ocasión, el gobierno central se abstuvo de represalias contra los sublevados.
Justo Carmelo de Urquiza (1840-1870) escribió a su padre desde Concordia:

[...] que si los hacen marchar se sublevarán las divisiones. [...] poniendo al frente a Ricardo López Jordán marcharán a favor del ejército paraguayo en contra de los aliados.

## El desbande
Urquiza envió a sus jefes a recorrer la provincia para volver a reunir a los soldados entrerrianos en el Yuquerí, logrando con mucho esfuerzo concentrar unos 6000 reclutas. Esta vez los soldados llegaron a pie porque Urquiza había vendido todos los caballos a Brasil, para la guerra. El 28 de septiembre Urquiza se embarcó en Concepción del Uruguay hacia Concordia para dirigirse al campamento del Yuquerí.
Cuando llegó Urquiza los soldados comenzaron a moverse hacia la provincia de Corrientes, pero poco antes de alcanzarla, el 8 de noviembre la división de Gualeguaychú desertó en masa, lo que fue imitado por las demás. Los reclutas se negaban absolutamente a «ir para arriba» y más aún a pie.
Urquiza reaccionó violentamente ordenando fusilar a todos los desertores que fueran hallados, eso provocó que muchos de ellos huyeran al Uruguay o se presentaran a las divisiones paraguayas. Esta segunda deserción de argentinos fue duramente reprimida por Mitre y Urquiza, con el auxilio de los soldados brasileños y uruguayos.
Urquiza ordenó a López Jordán, que se hallaba en su estancia de arroyo Grande, que colaborara en la captura de desertores, debiendo identificar a los principales promotores y enviarlos a San José para ser procesados. López Jordán evitó la captura de los promotores de la deserción y en su lugar envió a San José a algunos presos, acusándoles falsamente. Algunos de ellos fueron juzgados y fusilados.

## Contribución entrerriana a la guerra
Luego de la deserción masiva, Urquiza se retiró a su residencia del Palacio San José y participó en muchos negocios como proveedor de carne a los brasileños. Ordenó también formar dos batallones de infantería para incorporarlos al ejército nacional comandado por Mitre en Concordia, desistiendo de participar como jefe militar en la contienda. Muchos de los soldados de esos batallones eran los cabecillas capturados de la deserción de Toledo que se los castigaba enviándolos a la guerra. Luego de muchas dificultades para reunirlos en San José se los entrenaba sin armas, las que le fueron entregadas al momento de embarcarse. Los 751 reclutas fueron llevados por Urquiza en persona, acompañado solo de dos ayudantes y seis escoltas, desde San José hasta Concepción del Uruguay. Allí fueron formados y Urquiza ordenó al coronel Manuel Caraza, jefe de la fuerza: «Coronel Caraza, haga embarcar por compañías». Como los soldados de la 1.ª compañía no se movieron, Urquiza gritó: «¡Coronel Caraza, hágale volar la cabeza al que se resista!». Solo entonces embarcó todo el contingente hacia Concordia.
Los dos batallones fueron denominados Batallón n.º 2 y n.º 3 de guardias nacionales, logrando el segundo ―conocido como «El Tres de Fierro»― conseguir renombre en varios campos de batalla. Un escuadrón entrerriano de artillería fue enviado posteriormente.